# Mary-Claire King
Mary-Claire King (Wilmette, 27 de febrer de 1946) és una genetista estatunidenca. És professora de la Universitat de Washington on es dedica a la recerca sobre genètica i les seves interaccions de les influències genèriques i ambientals sobre les condicions de vida dels éssers humans, en afeccions com a VIH, lupus, sordesa hereditària, càncer de mama i càncer d'ovari. King és coneguda per tres grans assoliments:
- la identificació dels gens del càncer de mama;
- la demostració que els éssers humans i els ximpanzés són genèticament idèntics en un 99 %;
- l'aplicació de la seqüenciació d'ADN per identificar a les víctimes de violacions als drets humans, especialment desapareguts.

## Carrera científica
King va començar la seva carrera amb un grau en matemàtiques (cum laude) als 19 anys i va completar el seu doctorat en 1973, a la Universitat de Califòrnia, Berkeley (Califòrnia) en genètica i epidemiologia, després que el seu tutor Allan Wilson la persuadís de canviar de les matemàtiques a la genètica.
En la seva recerca de doctorat a Berkeley (1973), va demostrar mitjançant anàlisis comparatives de proteïnes, que els ximpanzés i els éssers humans eren genèticament idèntics en un 99 %. La seva conclusió va convulsionar a l'opinió pública de llavors, i va revolucionar la biologia evolucionista, sent avui un coneixement comú general.
El seu treball va donar suport a la hipòtesi d'Allan Wilson que els ximpanzé s i els humans van divergir en la branca evolutiva amb prou feines fa cinc milions d'anys, i tant King com Wilson van suggerir que la regulació genètica va ser segurament la causa de les diferències significatives entre ambdues espècies, una suggestió que des de llavors ha estat adoptada per altres investigadors.
King va completar la seva educació postdoctoral a la Universitat de Califòrnia, San Francisco (UCSF), per després exercir com a professora de genètica i epidemiologia a la Universitat de Califòrnia (Berkeley), on va exercir entre 1976 i 1995.
En 1990 King va demostrar que un sol gen del cromosoma 17, conegut després com a BRCA1, era responsable per diversos càncer de mama i ovaris (entre un 5-10 % de tots els casos de càncer de mama poden ser hereditaris). El descobriment del "gen del càncer de mama" va revolucionar l'estudi de moltes altres malalties, i va modificar una posició general entre els científics contrària a les seves hipòtesis sobre l'existència d'una relació entre la genètica i algunes malalties humanes complexes. Fins a aquest moment la genètica havia estat relacionada amb algunes malalties molt específiques, com el malaltia de Huntington, la fibrosis quística i l'anèmia de cèl·lules falciformes, però els científics eren escèptics sobre la utilitat de la genètica en malalties més comunes, que incloïen major quantitat de factors genètics i ambientals.
La tècnica desenvolupada per King per identificar el BRCA1 s'ha provat valuosa des de llavors per a l'estudi de moltes altres malalties, i la pròpia King va identificar el BRCA2.
Des de 1990, King ha començat a treballar en col·laboració amb científics a tot el món per identificar les causes genètiques de la sordesa i la pèrdua d'audició. En 1997, el grup va tenir èxit a clonar el primer gen sense relació amb la síndrome de sordesa. Ha continuat treballant amb científics com Karen Avraham a Israel i Moien Kanaan als Territoris Palestins, amb la finalitat de donar un exemple de cooperació científica internacional. La sordesa hereditària és comuna a Palestina, per la qual cosa existeix una àmplia població per comprendre millor els seus aspectes genètics.
King ha treballat també en el Projecte Genoma Humà, que te com a objectiu establir les distincions entre individus per entendre millor l'evolució i la història de les migracions.
King va romandre a Berkeley fins a 1995, quan va ser contractada com a professora investigadora de l'American Cancer Society a la Universitat de Washington.

## Treball en drets humans
King va aplicar per primera vegada els seus coneixements genètics al treball en drets humans el 1984, quan ella i el seu laboratori van començar a treballar amb les Àvies de la Plaza de Mayo a l'Argentina, utilitzant genètica dental per identificar desapareguts, mètode que ha permès la identificació de més de 114 nens apropiats de les seves mares durant la dictadura de 1976-1983. Aquests nens van ser sostrets pels militars i registrats amb identitats canviades mitjançant certificats de naixement o adopcions simulades, per la qual cosa perquè recuperin la seva identitat és necessari acreditar de manera indubtable la seva filiació biològica.
Les Àvies de Plaça de maig van recórrer a Mary-Claire King, qui va desenvolupar una tècnica d'identificació i "abuelitud", utilitzant ADN mitocondrial i HLA -marcadors genètics presos de mostres dentals. El cas que va obrir l'admissió d'aquesta prova va ser el de Paula Logares en 1984. Les tècniques desenvolupades per King van ser utilitzades també per identificar a més de 750 nens i adults massacrats en la població del Mozote, a El Salvador.
King ha treballat amb gran quantitat d'organitzacions de drets humans, com a Metges pels Drets Humans (Physicians for Human Rights) i Amnistia Internacional, per identificar desapareguts en països com Argentina, Xile, Costa Rica, El Salvador, Guatemala, Haití, Hondures, Mèxic, Rwanda, els Balcans (Croàcia i Sèrbia), i Filipines. El seu laboratori també ha produït identificació per ADN per a les forces armades nord-americanes i els tribunals internacionals de drets humans.
El compromís de la Dra. King amb les causes de drets humans, es relaciona amb el seu compromís polític des que era jove, protestant contra la Guerra del Vietnam, quan estudiava a la universitat, King recorda aquelles accions de la següent manera:
King també va treballar amb Ralph Nader estudiant els efectes dels pesticides sobre els grangers, abans de completar el seu treball doctoral amb Allan Wilson. King ha recolzat també la no discriminació de les dones i les minories sexuals en el camp de la ciència, i ha criticat el registre de patents dels descobriments genètics.

## Dades biogràfiques personals
Mary-Claire King va néixer a prop de Chicago el 1946. La seva millor amiga d'infància va morir de càncer quan tenia 15 anys, fet que la va impulsar cap a la seva futura professió. Es va graduar al Carleton College als 19 anys amb un B.A. en matemàtiques, i va rebre el seu Ph.D. (doctorat) a la Universitat de Califòrnia el 1972/1973.
King es va casar i després es va divorciar amb un col·lega amb qui va tenir una filla, Emily, el 1975. Emily va estudiar l'evolució del llenguatge a la Universitat Brown. D'altra banda, el seu germà nenor, Paul King, va ser CEO de Vanalco, a Vancouver, estat de Washington.

## Premis i reconeixements
Entre els nombrosos premis i reconeixements obtinguts per la Dra. King es troben:
- Premi Dr. A.H. Heineken en Medicina (2006).[14]
- Premi Weizmann en Dona & i Ciència (2006).[15]
- Premi de la Fundació Peter Gruber (2006)[16]
- Acadèmia Nacional de Ciències dels Estats Units (2005)
- Doctorat Honorari en Ciència de la Universitat Harvard (2003);[17]
- Doctorats honoraris de les universitats (colleges) de Carleton, Smith, Bard, Dartmouth i Catòlica de Leuven (2006)[18]

La Dra. King té cinc patents i més de 200 articles revisats per parells.